# ليزلي ماكفرلين
ليزلي ماكفرلين (بالإنجليزية: Leslie McFarlane)‏ (25 أكتوبر 1902، كارلتون بلاس في كندا - 6 سبتمبر 1977، ويتبي في كندا)؛ كاتب للأطفال، كاتب، كاتب سيناريو، مخرج أفلام وروائي كندي.

## روابط خارجية
- ليزلي ماكفرلين على موقع IMDb (الإنجليزية)
- ليزلي ماكفرلين على موقع قاعدة بيانات الأفلام السويدية (السويدية)
- ليزلي ماكفرلين على موقع كينوبويسك (الروسية)